# Blume (Adelsgeschlecht)

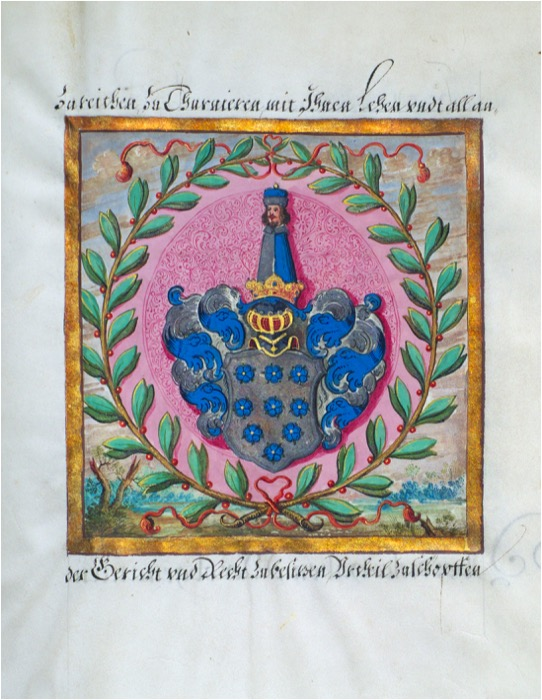
Wappen der Familie von Blum aus dem Adelsdiplom von 1662

Blume oder Blum, im 16. Jahrhundert auch Blome) ist der Name eines „seit dem Beginn der schriftlichen Überlieferung“ in der Stadt Hannover bekannten Patrizier- und Adelsgeschlechts.
Die Familie ist von dem niedersächsisch-dänischen Adelsgeschlecht Blome zu unterscheiden.

## Geschichte
„Altes hannoversches Stadtgeschlecht, das mit Wulfard Blome, 1291, als Zeugen und mit Gottfried Blome burgensis, später senator und consul antiquus 1312–58, urkundlich (Stadtarchiv Hannover) erscheint. -- Rittermässige Reichsadelsbestätigung und Wappenverbesserung Wien 15. April. 1662 ...“.
Das Geschlecht zählte zur wirtschaftlich und politisch führenden hannoverschen Bürgerschicht, dessen männliche Mitglieder unter anderem in kommunale Ämter wie beispielsweise Bürgermeister gewählt wurden, sofern sie – bis 1533 ausnahmslose Voraussetzung – der Innung der Kaufmannsleute angehörten.
Diese Kaufleute wurden in der Literatur oft als Patrizier bezeichnet. Diesen Kreisen gelang es aber niemals, einen Ausschließlichkeitsanspruch auf die Besetzung der Stellen im hannoverschen Rat durchzusetzen, so dass die Bezeichnung Patriziat  hier nicht anwendbar ist.
Dennoch wurde in schon mit dem 16. Jahrhundert beginnenden Ahnentafeln beispielsweise Hans Blome, Vater des in Hannover wirkenden Kammerrats und Erbherrn auf Rittergut Stemmen bei Barsinghausen Christoph Blome (1589–1659) bereits als Patrizier bezeichnet.
Zur Familie zählten die hannoverschen Bürgermeister Hans Blome der Ältere (urkundlich 1452–1462). und Hans Blome der Jüngere († 1528).
Die Nobilitierung von Christoph Blomes Söhnen Friedrich Ulrich, Heinrich Julius von Blume, Johann Hartwig und Christoph Wilhelm erfolgte am 15. April 1662 durch  Leopold I. (HRR)
Die Erhebung des Heinrich Julius in den Freiherrenstand erfolgte am 29. Juli 1665. Dieser trat später zunächst in kurmainzische Dienste und wurde danach als österreichischer Staatsmann im Dienste des Kaisers mit diplomatischen Missionen betraut.
Friedrich Ulrich von Blum (geb. 3. April 1619, gest. 10. April 1670) war fürstlich braunschweigisch lüneburgischer Rat und kurkölnisch und Stift-hildesheimscher Konsistorialrat und Syndikus. Nach einem Studium der Rechtswissenschaften, das er mit Dr.jur.utr. abschloss, heiratete er am 10. Juli 1646 Sibylle Elisabeth Fabricius (Geb. 18. Oktober 1623, gest. 5. August 1696), mit der er mindestens acht Kinder hatte.
Ihr Sohn Christian Ulrich von Blum (geb. 12. April 1659, gest. 14. April 1725) war herzoglich braunschweigisch-lüneburgischer Rat und Hofgerichtsassessor zu Hannover. Er heiratete Dorothea Henriette von Bonn (gest. 29. September 1742), mit der er mindestens vier Kinder hatte.
Ihr Sohn Johann Friedrich von Blum (geb. 23. Juni 1702, gest. 20. Januar 1781 in Göttingen) war Amtmann in Göttingen. Er heiratete Sophia Eleonore Coeler (geb. 14. Juli 1722, gest. 18. Januar 1753) und in zweiter Ehe Sophie Luci Johanna Ostmann (geb. 5. Dezember 1733, gest. in Göttingen am 1. März 1810).
Der in zweiter Ehe geborene Wilhelm Georg Friedrich von Blum (geb. 9. Februar 1761 in Strassburg, gest. 1 Jan 1843 in Diepenau) war Oberamtmann zu Diepenau. Er heiratete Auguste Luise Müller (geb. 7. August 1778, gest. 17. März 1863 in Hameln). Aus der Ehe gingen mindestens fünf Kinder hervor.
Ihr Sohn August Adolf Friedrich von Blum (geb. 14. Januar 1806 in Ebstorf, gest. 3. August 1886 in Hameln) war Landwirt und Verwalter der Domäne Diepenau. Er heiratete am 22. März 1839, Emma Auguste Luise Ulex (geb. 12. Oktober 1815 in Neuhaus a.d.Oste, gest. 31. Juli 1905 in Hameln). Sie hatten sechs Kinder.
Ihr Sohn Rudolf August Maximilian von Blum (geb. 23. November 1858 in Hameln) war Landwirt und Herr auf Haus Harderode im Kreis Holzminden. Er heiratete am 27. Oktober 1885 Wilhelmine Emilie Adele Dorothea Knipping (geb. 22. Oktober 1857, Tochter des Georg Knipping). Sie hatten vier Kinder.
Rudolf August starb am 4. Januar 1935 auf Haus Harderode, seine Frau Wilhelmine starb am 26. Februar 1928 ebenda.
Ihr Sohn Ulrich August Georg Karl Louis (geb. 4. September 1887 in Bemerode) war preußischer Forstmeister und Herr auf Haus Harderode. Er heiratete am 21. November 1925 in Auerbach (Hessen) Irene Marie Baroness von Engelhardt (geb. 8. März 1904 in Riga). Sie hatten vier Kinder.
Das Rittergut Haus Harderode befindet sich bis in die Gegenwart in Familienbesitz.

## Wappen
Blasonierung: In Blau neun (3:3:2:1 oder 3:3:3) silberne Rosen. Auf dem Helm mit blau–silbernen Decken ein männlicher Rumpf mit blau-silbern gespaltener Kleidung und silbern gestülptem niedrigen blauen Hut.

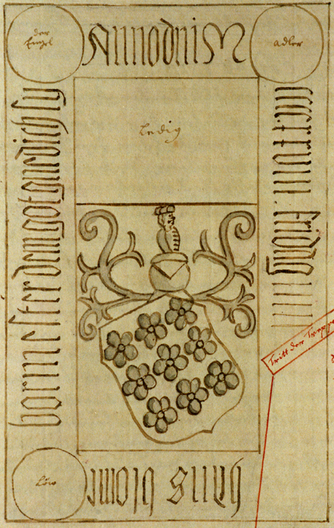
Das Familienwappen von Hans Blome dem Jüngeren auf der verschollenen Grabplatte in der Marktkirche von Hannover zeigt im Schild neun als Blüten stilisierte Blumen
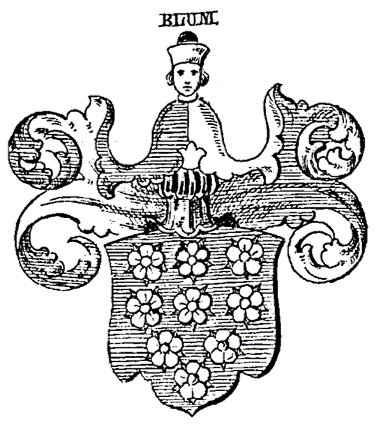
Wappen derer von Blume (Blum) in Siebmachers Wappenbuch
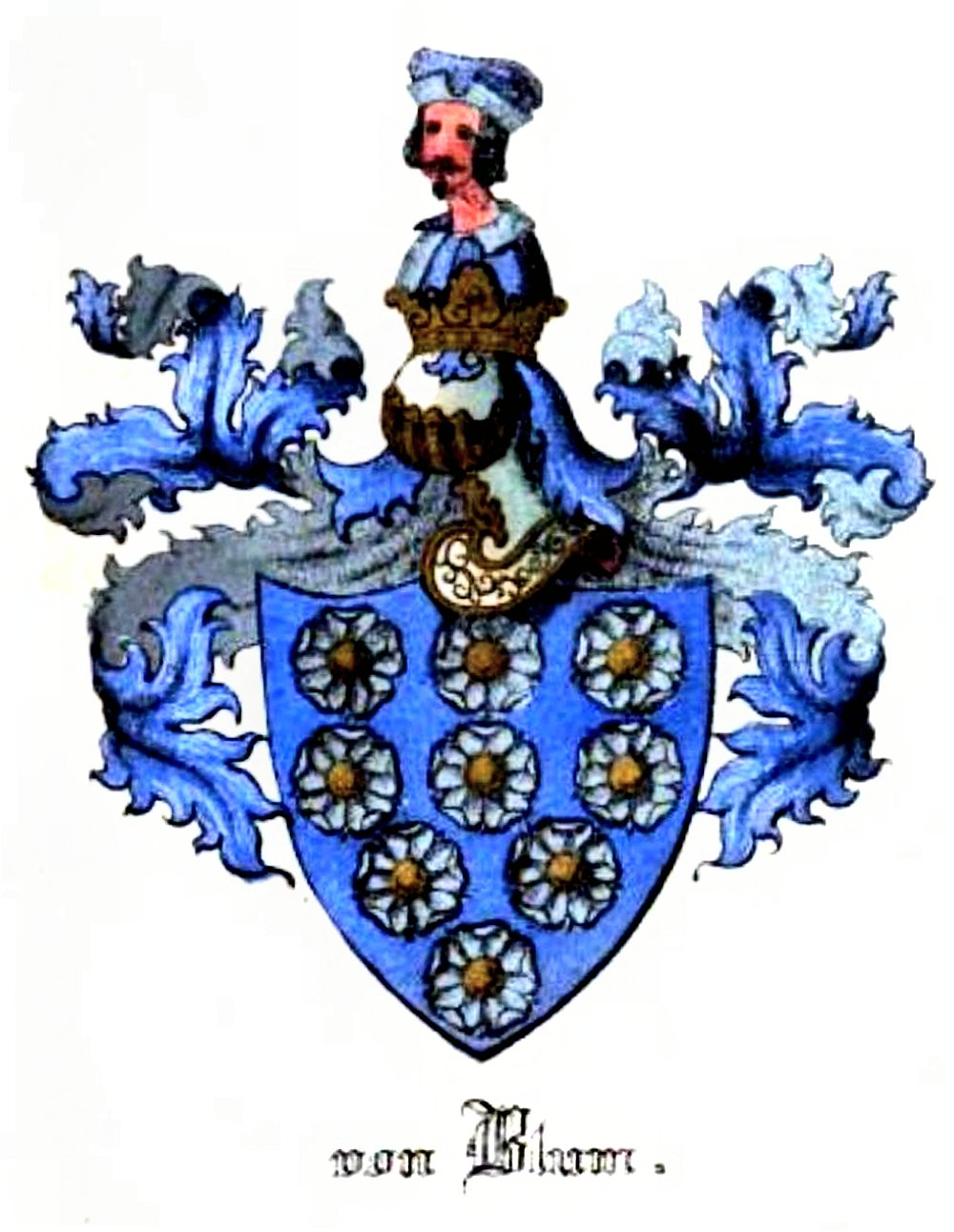
Wappen derer von Blum
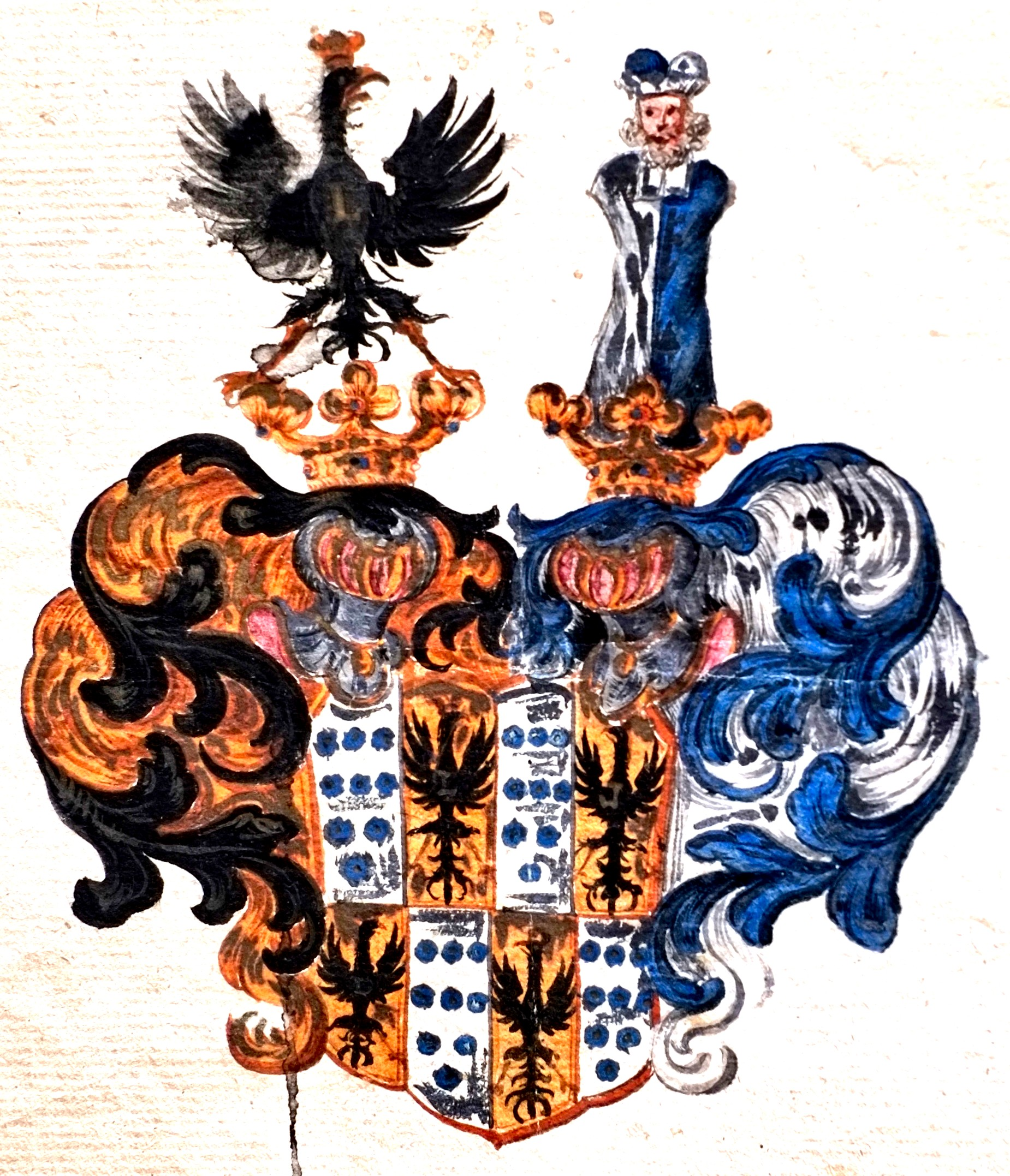
Freiherrenwappen des Heinrich Julius von Blum (1624–1699)